# Santo Cristo de Maracaibo Nuestra Señora de la Concepción San José y las Ánimas
Il galeone Santo Cristo de Maracaibo Nuestra Señora de la Concepción San José y las Ánimas andò perso per naufragio il 5 novembre 1702 per urto contro uno scoglio a sud dell'isola di Cíes. A bordo vi era parte del bottino inglese della Battaglia della baia di Vigo che secondo alcune fonti era di circa un milione di sterline dell'epoca.

## Storia
Il galeone Santo Cristo de Maracaibo Nuestra Señora de la Concepción San José y las Ánimas venne costruito nel 1687 presso il cantiere navale di Maracaibo dagli appaltatori Pedro de Galdón e Miguel Estomba secondo le regole delle Ordinanze del 1613. I legni utilizzati nella sua costruzione furono, tra gli altri, mogano, sabicú e legno di Maracaibo, e per quanto riguarda l'alberatura, l'albero maestro misurava 27 metri, quello di trinchetto 25, quello di mezzana 17, e il bompresso 24 metri. La capacità di carico era pari a circa 400 tonnellate di merci.
Il suo proprietario era Bartolomé Regil in società con altri, mentre il capitano era Vicente Álvarez e la nave compì il suo primo viaggio verso la Spagna nel 1692.
Il 19 giugno 1699, insieme al galeone Nuestra Senora de los Remedios y San Francisco Javier, salpò da Cadice per raggiungere la Nuova Spagna.
Nell'estate del 1702 il galeone Santo Cristo de Maracaibo Nuestra Señora de la Concepción San José y las Ánimas si trovava a Veracruz, in Messico, in forza alla squadra navale dell'ammiraglio Manuel de Velasco y Tejada. Negli ultimi tre anni Velasco Tejada aveva accumulato sui galeoni ancorati nel porto messicano oro, argento, pelli, pellami, piante, animali esotici, pezzi di metalli preziosi, gioielli e innumerevoli oggetti di valore provenienti dalle tasse incassate dal governatore spagnolo. Per aumentare ulteriormente il carico trasportato Velasco y Tejada ordinò che tutti gli oggetti inutili presenti a bordo fossero sbarcati, compresi cannoni, munizioni e altri tipi di materiale bellico, riducendo così della metà il potenziale bellico delle navi, che inizialmente erano armate con 40 cannoni ognuno. Secondo un documento ritrovato molto più tardi nell'Archivio delle Indie di Siviglia il valore di quanto imbarcato sui galeoni era di 20 milioni di pesos in argento e altrettanti in mercanzie
Quando all'inizio dell'estate del 1702 Velasco y Tejada, che era coadiuvato dall'ammiraglio José Chacón, si rese conto che sulle sue navi mercantili non si poteva imbarcare nemmeno un anello in più, decise che era ora di partire, ma si ritrovò con un grave problema: per scortare i sedici galeoni mercantili egli disponeva di solo tre navi da guerra. Le spedizioni arrivavano in Spagna ogni anno, ma dal 1699 nessun trasporto era stato inviato a causa della presenza soffocante dei pirati e bucanieri sulle rotte caraibiche, principalmente lungo la costa settentrionale di Cuba e nello Stretto della Florida. In aiuto a Velasco Tejada il nuovo monarca Filippo V di Spagna, tramite suo zio Luigi XIV di Francia, arrivò uno dei migliori ammiragli francesi, François Louis Rousselet de Chateau-Renault, che giunse a Veracruz alzando la sua insegna sul vascello da 76 cannoni Le Fort, con 16 navi di linea.
L'11 giugno le due squadre lasciarono Veracruz, fecero uno scalo tecnico all'Avana, da dove salparono il 24 del mese successivo per coprire il resto della navigazione verso la Spagna.
Dopo una scalo tecnico alle Azzorre, la potente formazione navale si diresse verso la Spagna, e vi fu un forte disaccordo tra i due comandanti sul porto di arrivo, risolto da un fatto singolare. La disquisizione su quale porto sarebbe stata risolta da un fatto alquanto singolare perché a bordo del galeone Santo Cristo de Maracaibo Nuestra Señora de la Concepción San José y las Ánimas stava tornando in Patria con la moglie e i figli l'ex Viceré della Nuova Spagna José Sarmiento y Valladares, conte di Moctezuma e Tula. Originario di Redondela (Pontevedra), Sarmiento y Valladares consigliò di attraccare a Vigo, garantendo personalmente sull'accoglienza che i nobili e la popolazione del luogo avrebbero riservato alla flotta e alla sua scorta. Le terre intorno a Pontevedra vennero avvistate dalle vedette il 18 settembre 1702, e poi le navi entrarono nella rada di Vigo il giorno 22, con i galeoni portati all'ancoraggio di San Simón, all'interno dell'estuario. Le operazioni di scarico iniziarono immediatamente, con grande dispiego di uomini e mezzi
Il 22 ottobre 1702 la flotta inglese dell'ammiraglio George Rooke, coadiuvata dalla squadra navale olandese dell'ammiraglio Philips van Almonde, attaccò quella franco-spagnola all'ancora a Vigo, con 4 dei galeoni che erano ancora completamente da scaricare. Nel corso della grande battaglia il Santo Cristo de Maracaibo Nuestra Señora de la Concepción San José y las Ánimas fu catturato dal vascello Monmouth, al comando del capitano John Baker. Essendo il galeone intatto il capitano Baker decise di riempirlo con gran parte del bottino catturato, e poi di salpare, ma non conosceva bene la zona, e quindi levò l'ancora con la bassa marea il 5 novembre. Mentre navigava con a bordo un carico del valore stimato di un milione di sterline dell'epoca, il Santo Cristo de Maracaibo Nuestra Señora de la Concepción San José y las Ánimas urtò uno scoglio detto "Castros de Agüero" e subito l'acqua penetrò fino al ponte inferiore. Si fece in tempo a salvare l'equipaggio e a trasbordare tutto ciò che si trovava sul ponte superiore, e poi il galeone si capovolse a affondò a sud dell'isola di Cíes. Per la perdita del Santo Cristo de Maracaibo Nuestra Señora de la Concepción San José y las Ánimas il capitano Baker fu sottoposto a consiglio di guerra, venendo assolto da ogni imputazione.
La battaglia fu una vittoria completa per Rooke e i suoi subordinati. I forti furono catturati, tutte le navi spagnole e francesi furono bruciate, incagliate o catturate. I francesi e gli spagnoli ebbero circa 2.000 morti; gli inglesi e gli olandesi circa 800. I vincitori recuperarono argento per un valore di circa 14.000 sterline. Le monete della Guinea britannica del 1703 recano la parola VIGO per commemorare la battaglia.
Il relitto del galeone Santo Cristo de Maracaibo Nuestra Señora de la Concepción San José y las Ánimas è stato apparentemente trovato dal subacqueo privato Daniel Moraleja nel 2010. Si stima che il valore del carico trasportato, al cambio attuale, sia pari a 3,5 miliardi di euro.

### Annotazioni
1. ↑  All'incirca 50.000 milioni di euro al cambio attuale, ma bisogna tener conto del contrabbando che prevaleva nei contabili che inventariavano solo il 30% del carico.
2. ↑  Era figlio del principe Luigi, il Gran Delfino.
3. ↑  Chateau-Renault premeva perché la flotta si dirigesse verso Brest, o in alternativa un porto francese sull'Oceano Atlantico, mentre Velasco y Tejada voleva entrare a Vigo, evitando Capo San Vincenzo e Capo Finisterre.
4. ↑  Più di 6.000 tra soldati, marinai e appartenenti alla popolazione civile, vennero impegnati a scaricare le ricchezze dei 14 galeoni spagnoli appena arrivati e a depositarle in 1.500 carri e carrette trainati da mucche confiscati alla gente comune per farle pervenire alla corte di Madrid. La parte destinata alle casse reali, più di 20 milioni di pesos in monete, lingotti e oggetti preziosi, fu fatta sbarcare per prima dall'inviato reale Juan de Larrea, e arrivò a Madrid il 30 ottobre a bordo di 300 carrozze galiziane straripanti che furono parcheggiate davanti al Casón del Buen Retiro. Ulteriori 80 milioni di pesos furono prelevati personalmente da commercianti e finanziatori e trasferiti in depositi bancari a Toledo e Valladolid nei seguenti mesi di novembre e dicembre.

### Fonti
1. 1 2 3 4 5 6 7  Clúster Marítimo Español.
2. 1 2 3 4 5 6 7 8  Todoababor.
3. 1 2  Ievigueses.
4. 1 2  Duro 1900, p. 23.
5. 1 2 3 4  Wrecksite.
6. ↑  Duro 1900, p. 37.
7. ↑  Duro 1900, p. 36.
8. 1 2  Duro 1900, p. 25.
9. 1 2 3 4 5 6 7  Turismoenxebre.
10. ↑  Duro 1900, p. 29.
11. ↑  Duro 1900, p. 42.
12. 1 2  La Voz de Galicia.